# Paul Brokaw

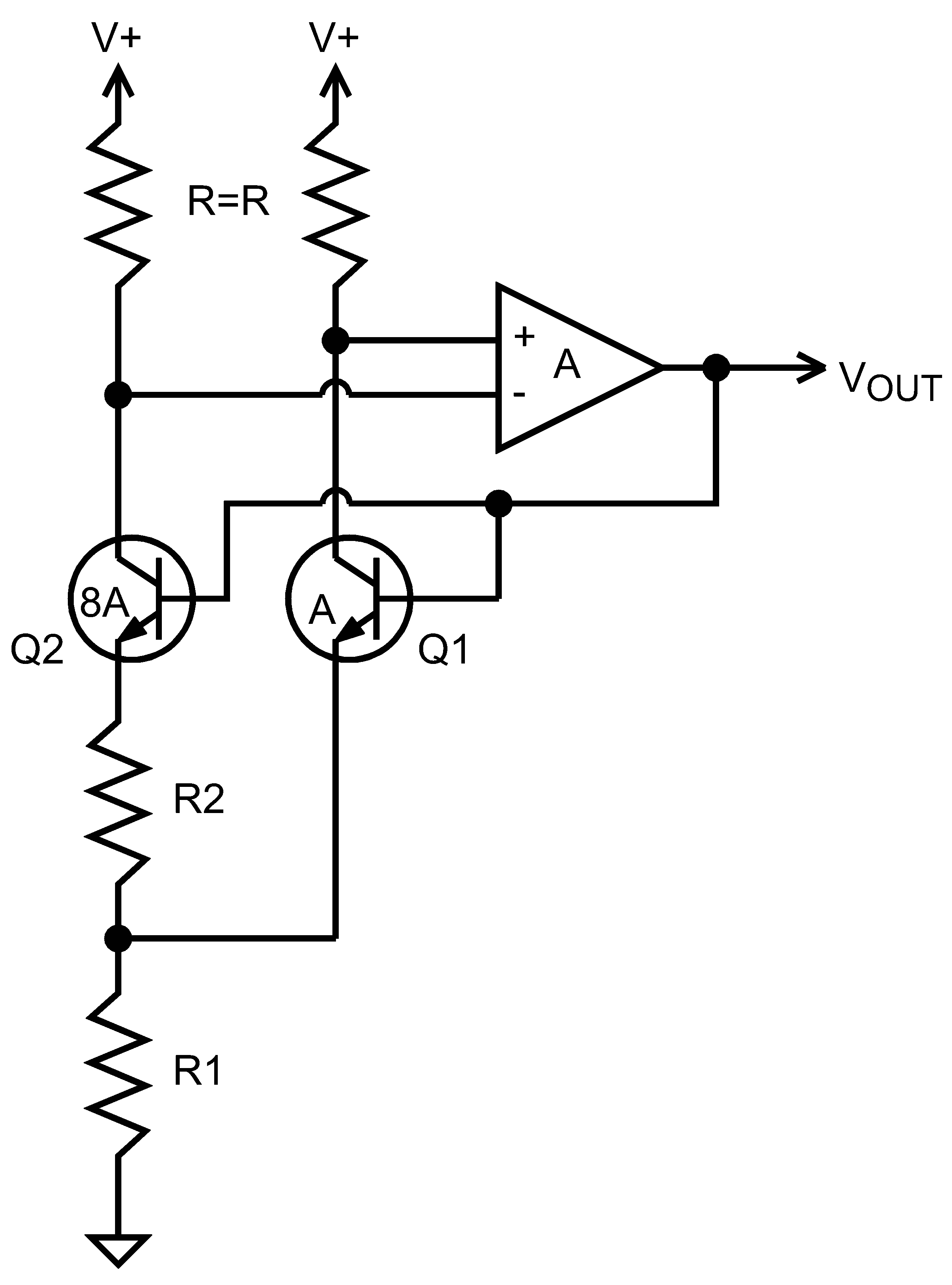
Esquemático de la referencia de tensión bandgap de Brokaw

Adrian Paul Brokaw (Minneapolis, 18 de enero de 1935) es un experto en diseño de circuitos integrados que ha desarrollado la mayor parte de su carrera en Analog Devices, donde ocupa el cargo de Analog Fellow. A lo largo de su carrera, desarrolló muchos circuitos integrados analógicos, incluida la referencia de tensión bandgap conocida como Referencia Brokaw. Posee más de 100 patentes, en las áreas de conversores AD y DA, sensores, referencias, amplificadores y circuitos de potencia. Es miembro del IEEE, en donde fue nombrado Fellow en el año 1991 y Life Fellow en el año 2005.
La IEEE le otorgó en el año 2021 el Donald O. Pederson Solid-State Circuits Award por "su liderazgo en el diseño de referencias de tensión, amplificadores y circuitos de alimentación, y por sus contribuciones a los principios del diseño analógico". En el año 2018 la IEEE instauró el IEEE Brokaw Award for Circuit Elegance en honor al legado y contribuciones de Paul Brokaw, y con el objetivo de estimular y celebrar la invención de circuitos analógicos elegantes, entendiéndose esto último como la capacidad de un circuito de combinar varias funciones críticas en sólo algunos componentes.